# Ананкино (Московская область)
Ана́нкино — деревня в Шатурском муниципальном районе Московской области. Входит в состав Кривандинского сельского поселения. Население — 22 чел. (2010).

## Расположение
Деревня Ананкино расположена в центральной части Шатурского района, расстояние до МКАД порядка 133 км. Высота над уровнем моря 136 м.

## Название
В письменных источниках деревня упоминается как Ананкино.
Название связано с календарным личным именем Ананий, разговорная форма Анан, Ананка.

## История
Впервые упоминается в писцовой Владимирской книге В. Кропоткина 1637—1648 гг. как деревня Ананкино Туголесской волости Владимирского уезда. Деревня принадлежала Ивану Владимировичу Хотяинцеву.
Последними владельцами деревни перед отменой крепостного права были грузинская царевна Анастасия Григорьевна и помещик Мещанинов.
После отмены крепостного права деревня вошла в состав Лузгаринской волости.
В советское время деревня входила в Лузгаринский сельсовет.В настоящее время имеет 2 улицы ( улица Щедрова, ул. Центральная). Улица названа в честь почетного жителя деревни ( Алексея Николаевича Щедрова ), который активно участвует в благоустройстве и инфраструктурных проектах в родной деревне и ближайших населённых пунктах. 

## Население
| 1859 | 1868 | 1885 | 1905 | 1926 | 1931 |
| ---- | ---- | ---- | ---- | ---- | ---- |
| 53   | ↗70  | ↗87  | ↗106 | ↘92  | ↗172 |
| 1970 | 1993 | 2002 | 2006 | 2010 |      |
| ↘36  | ↘8   | ↘3   | ↗6   | ↗22  |      |